# Sân bay quốc tế Villa Gesell - Pinamar
Sân bay Villa Gesell - Pinamar (IATA: VLG, ICAO: SAZV) là một sân bay phục vụ Villa Gesell ở tỉnh Buenos Aires của Argentina. Đang có kế hoạch xây lại sân bay này vào năm 2010, hoặc xây một sân bay quốc tế mới.

## Các hãng hàng không và các tuyến bay
- - LADE (Miramar, Aeroparque) theo mùa
  - Sol Líneas Aéreas (Aeroparque) theo mùa